# Jacques Besnard
Pour les articles homonymes, voir Besnard.
Jacques Besnard est un réalisateur, scénariste et producteur français né le 15 juillet 1929 au Petit-Quevilly (Seine-Maritime) et mort le 9 novembre 2013 à Boutigny-Prouais (Eure-et-Loir).

## Biographie
Jacques Besnard débute en 1962 comme premier assistant du réalisateur André Hunebelle. À ses côtés, il apprendra son métier sur les plateaux de deux OSS 117, Les Mystères de Paris, ou bien encore les deux premiers Fantômas, avec Louis de Funès. Hunebelle produira sa première réalisation, en 1966. Pour la comédie Le Grand Restaurant, il retrouve Louis de Funès, avec qui il collabore au scénario, puis il signe un joli succès populaire avec Le Fou du labo 4. Dans les années 1970, il signera une poignée de comédies boulevardières plus ou moins réussies. En 1976, il réalise le film érotique Et si tu n'en veux pas (également connu sous le nom de Joëlle et Pauline ou Baby Love) avec au casting Joëlle Cœur, Gilda Arancio et Alice Arno.
Il est le père du réalisateur Éric Besnard.

## Filmographie

### Réalisateur et scénariste
- 1966 : Le Grand Restaurant, avec Louis de Funès et Bernard Blier
- 1967 : Estouffade à la Caraïbe, avec Frederick Stafford et Jean Seberg
- 1967 : Le Fou du labo 4, avec Jean Lefebvre et Bernard Blier
- 1972 : La Belle Affaire ou Les marginaux, avec Michel Serrault, Rosy Varte et Michel Galabru
- 1974 : C'est pas parce qu'on a rien à dire qu'il faut fermer sa gueule, avec Bernard Blier, Michel Serrault et Jean Lefebvre
- 1975 : La situation est grave... mais pas désespérée, avec Michel Serrault et Jean Lefebvre
- 1976 : Le Jour de gloire, avec Jean Lefebvre, Pierre Tornade et Darry Cowl
- 1976 : Et si tu n'en veux pas ou Joëlle et Pauline ou Baby Love[1] (sous le nom de « Jacques Treyens ») avec Joëlle Cœur, Gilda Arancio, Alice Arno et Françoise Pascal
- 1978 : Général... nous voilà !
- 1982 : Te marre pas... c'est pour rire !, avec Michel Galabru et Aldo Maccione
- 1984 : Allo Béatrice (TV)
- 1985 : Hôtel de police (TV)
- 1988 : La Belle Anglaise (TV)
- 1990 : Le Retour d'Arsène Lupin (1 épisode)
- 1992 : Feu Adrien Muset (TV), avec Jean Lefebvre
- 1994 : Avanti, téléfilm

## Box-office
| Film                                                            | Année | Entrées            |
| --------------------------------------------------------------- | ----- | ------------------ |
| Le Grand Restaurant                                             | 1966  | 3 878 520 entrées  |
| Le Jour de gloire                                               | 1976  | 1 991 801 entrées  |
| C'est pas parce qu'on a rien à dire qu'il faut fermer sa gueule | 1974  | 974 344 entrées    |
| Estouffade à la Caraïbe                                         | 1967  | 955 959 entrées    |
| La Belle Affaire                                                | 1973  | 852 881 entrées    |
| Général... nous voilà !                                         | 1978  | 822 965 entrées    |
| Le Fou du labo 4                                                | 1967  | 806 582 entrées    |
| La situation est grave... mais pas désespérée                   | 1976  | 599 986 entrées    |
| Te marre pas... c'est pour rire !                               | 1982  | 347 646 entrées    |
| Total                                                           | Total | 11 230 684 entrées |

### Scénariste
- 1995 : Un si joli bouquet (TV) de Jean-Claude Sussfeld
- 1997 : Un petit grain de folie (TV) de Sébastien Grall
- 2004 : L'Antidote de Vincent de Brus

### Assistant réalisateur
- 1956 : Honoré de Marseille de Maurice Regamey
- 1957 : Comme un cheveu sur la soupe de Maurice Regamey
- 1959 : À pleines mains de Maurice Regamey
- 1960 : La Famille Fenouillard d'Yves Robert
- 1962 : Les Mystères de Paris d'André Hunebelle
- 1964 : Banco à Bangkok pour OSS 117 d'André Hunebelle
- 1964 : Fantômas d'André Hunebelle
- 1965 : Furia à Bahia pour OSS 117 d'André Hunebelle
- 1965 : Fantômas se déchaîne d'André Hunebelle
- 1971 : La Folie des grandeurs de Gérard Oury
- 1973 : Les Aventures de Rabbi Jacob de Gérard Oury

### Acteur
- 1955 : Série noire de Pierre Foucaud
- 1955 : Du rififi chez les hommes de Jules Dassin
- 1955 : Chantage de Guy Lefranc